# Patrick Brazeau
Hon. Patrick Brazeau (* 11. November 1974 in Maniwaki, Québec) ist ein kanadischer Politiker, der unter anderem von 2006 bis 2009 Nationaler Vorsitzender des Congress of Aboriginal Peoples (CAP) war und seit 2009 Mitglied des Senats von Kanada für die Provinz Québec ist.

## Leben
Patrick Brazeau, der zur Algonkin-Gemeinschaft der Kitigan Zibi gehört, leistete nach dem Schulbesuch Militärdienst in der Canadian Forces Naval Reservem, der Reserve der Royal Canadian Navy, auf dem Marinestützpunkt HMCS Carleton und absolvierte ein Studium im Fach Sozialwissenschaft am Heritage College in Gatineau, welches er mit einem Diplôme d'études collégiales beendete. Er absolvierte zudem ein Studium im Fach Zivilrecht an der Universität Ottawa und begann 2001 sein Engagement für den Congress of Aboriginal Peoples (CAP), eine politische Dachorganisation in Kanada, die ihre Klientel in denjenigen Angehörigen der First Nations und Métis sieht, die nicht in einem Reservat leben oder als Indianer anerkannt sind, und wurde im April 2005 zunächst stellvertretender Nationaler Chef dieser Organisation. Als Nachfolger von Dwight Dorey wurde er im Februar 2006 schließlich Nationaler Vorsitzender des CAP und bekleidete diese Funktion bis Januar 2009, woraufhin Betty Ann Lavallée seine Nachfolgerin wurde. Als nationaler Chef des CAP war er Befürworter der Aufhebung von Abschnitt 67 des kanadischen Menschenrechtsgesetzes. Durch die Aufhebung von Abschnitt 67 wurde den Bürgern, die unter das Indian Act, die gleichen Schutzmaßnahmen für die Menschenrechte gewährt, die allen anderen seit 1978 gewährt wurden. Des Weiteren setzt er sich dafür ein, das System der Indianerreservate zu reformieren, in denen Armut und Hoffnungslosigkeit weiterhin allgegenwärtig sind. Er tritt dafür ein, die Hoffnungslosigkeit durch Bedingungen zu ersetzen, die die psychische Gesundheit und das Wohlbefinden indigener Jugendlicher unterstützen und engagierte sich dafür, dass die Bundesregierung eine Wiedergutmachung vor einer Versöhnung für die Überlebenden der indigenen Generation und ihre Familien eintreten muss. Außerdem setzt er sich für Menschen mit psychischen Problemen zu unterstützen und ermutigt beispielsweise als Überlebender zweier Selbstmordversuche Männer und Jungen, ihre emotionalen und mentalen Herausforderungen mit anderen zu teilen und es zu vermeiden, sich durch Selbstmedikation abzuschalten oder zu betäuben.
Am 8. Januar 2009 wurde Brazeau auf Vorschlag des Premierministers von Kanada Stephen Harper zum Mitglied des Senats von Kanada ernannt und vertritt dort seither die Division Repentigny in der Provinz Québec. Er ist der drittjüngste jemals ernannte Senator und derzeit nach wie vor der jüngsten amtierenden Senatoren. Er gehörte zunächst vom 8. Januar 2009 bis zum 6. Februar 2013 der Fraktion der Konservativen Partei Kanadas als Mitglied an und war daraufhin zwischen dem 7. Februar 2013 und dem 2. Dezember 2016 unabhängiger beziehungsweise vom 13. Juni bis zum 1. Dezember 2016 parteiloser Senator. Anschließend schloss er sich zwischen dem 2. Dezember 2016 und dem 10. September 2020 der Independent Senators Group (ISG) an, ehe er seit dem 11. September 2020 wiederum parteiloser Senator ist. Seit Beginn seiner Senatsmitgliedschaft ist er Mitglied zahlreicher Ständiger Ausschüsse sowie Sonderausschüsse und war während der 41. Legislaturperiode (2011 bis 2015) stellvertretender Vorsitzender des Ausschusses für Menschenrechte. In der aktuellen 44. Legislaturperiode ist er seit 2021 Mitglied der Ständigen Ausschüsse für Ureinwohner, für die indigenen Völker sowie für soziale Angelegenheiten, Wissenschaft und Technologie. 
Im März 2012 nahm Brazeau an einem Boxkampf gegen den liberalen Unterhausabgeordneten Justin Trudeau teil. Der Kampf wurde als Benefizveranstaltung Fight for the Cure zugunsten der Krebsforschung veranstaltet. Trudeau gewann den Kampf überraschend in der dritten Runde. Er unterstützte außerdem die Bemühungen, eine Untersuchung über vermisste und ermordete indigene Frauen und Mädchen durchzuführen und spielte 2012 ein Originallied, das diesen Frauen und Mädchen gewidmet war, „Please Come Back to Me“, live im Power Play von CTV.